# Apeadero de Francos
El Apeadero de Francos fue una plataforma ferroviaria de las Líneas de Póvoa y Guimarães, que servía a la zona de Francos, en la Parroquias de Ramalde, en Portugal.

## Historia
El primer tramo de la Línea de la Póvoa, entre la Porto-Boavista y Póvoa de Varzim, entró en servicio el 1 de octubre de 1875.